# Casa funeraria

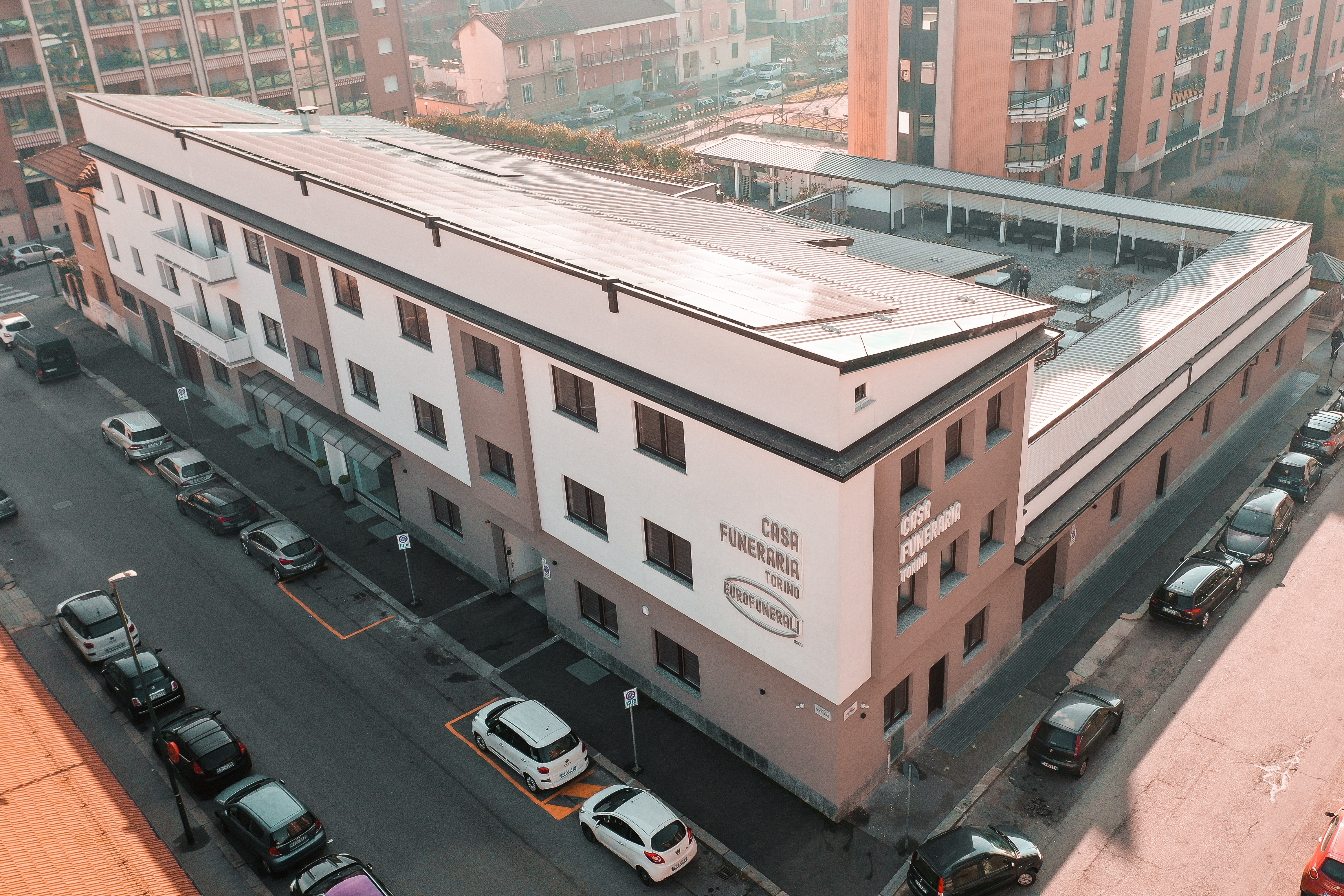
Casa Funeraria a Torino

La casa funeraria è una struttura privata utilizzata per esporre le salme di persone decedute nei giorni precedenti alla sepoltura, sia che si tratti di inumazione, di tumulazione o di cremazione. È gestita da operatori autorizzati all'attività funebre. È un diritto dei familiari del defunto poter trasferire la salma del proprio caro presso una casa funeraria. Il trasferimento di una salma presso la casa funeraria può avvenire a feretro aperto oppure chiuso.

## Descrizione e servizi
La struttura della casa funeraria viene utilizzata per l’osservazione, la vestizione, la tanatoprassi, la custodia e l'esposizione della salma. La struttura della casa funeraria e tutti i suoi spazi vengono concepiti, studiati e realizzati per essere un luogo dedicato ai dolenti che vivono il lutto. La casa funeraria deve rispettare dei canoni di accoglienza e privacy, e deve poter permettere la personalizzazione della celebrazione delle esequie secondo le esigenze richieste. La casa funeraria sostituisce l’esposizione del defunto nella camera ardente allestita in abitazione, in una casa di cura o nell’obitorio dell’ospedale. Il servizio offerto ai dolenti riguarda la commemorazione e il commiato del defunto. Il servizio della casa funeraria si occupa anche di accogliere parenti e amici del defunto che intendo partecipare alla veglia funebre. Il servizio non ha preclusioni religiose ed è rivolto ad ogni credo religioso e rito laico. Per ogni salma viene allestita una sala dedicata. La casa funeraria si compone di una sala del commiato per poter celebrare la commemorazione funebre privata rispettando le diverse concezioni ideologiche e religiose.
La legiferazione di tali strutture è prevista dal Decreto del Presidente della Repubblica del 14 gennaio 1997. La casa funeraria deve rispondere a dei requisiti impiantistici relativi al condizionamento ambientale per garantire la giusta temperatura di esposizione della salma.
Una casa funeraria deve essere composta in diversi locali quali: un locale di osservazione della salma, una camera ardente, un deposito per i materiali, una sala per la preparazione del personale, i servizi igienici per il personale, i servizi igienici per i dolenti.

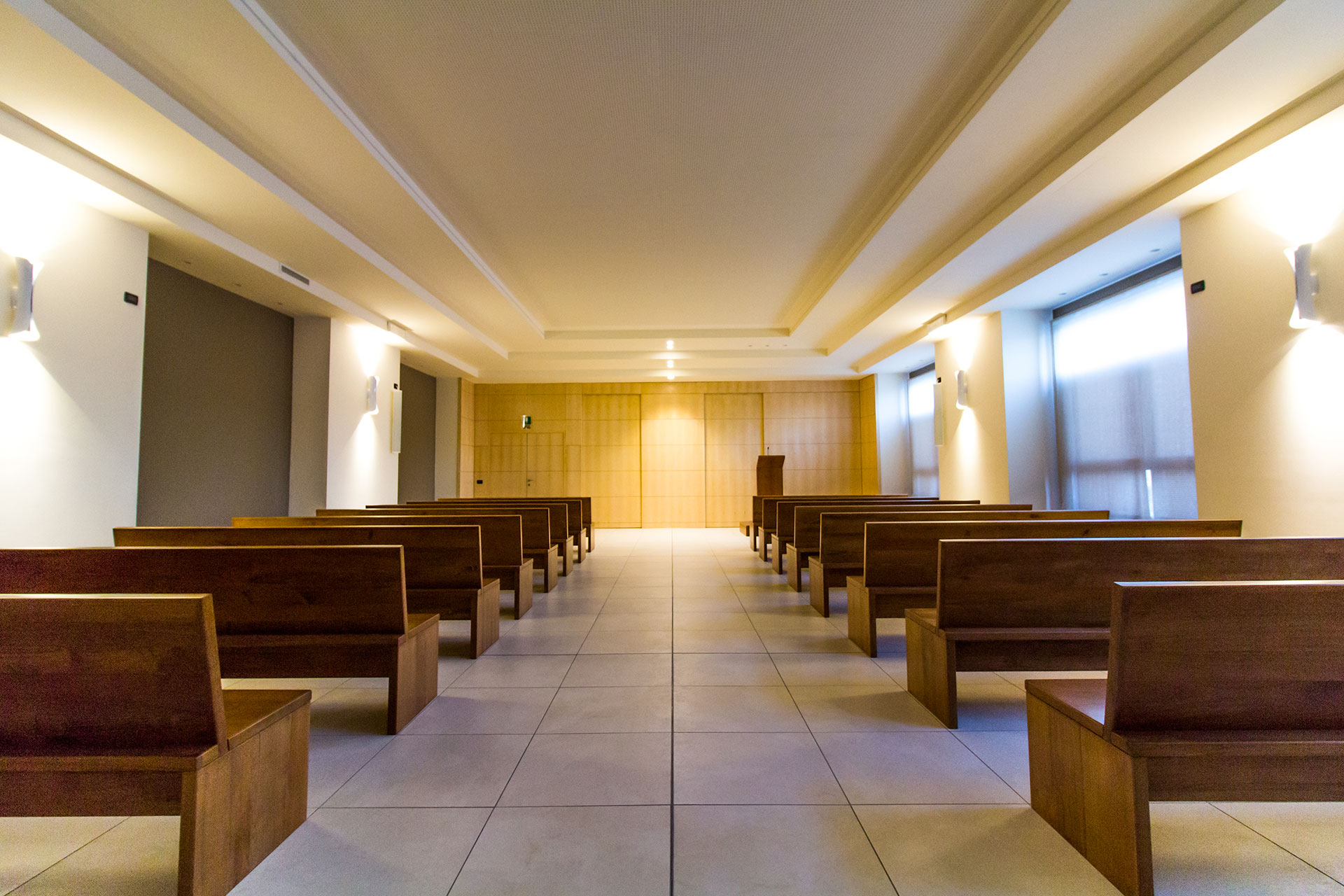
Sala del commiato

Le case funerarie sono presenti in gran parte degli stati Europei e negli Stati Uniti. In Italia sono presenti in tutte le regioni ad esclusione della Valle d’Aosta e della Liguria. Generalmente sono strutture moderne e funzionali che rispettano elevati standard ambientali.